# Rohrsee von Rehbach
Das Naturschutzgebiet Rohrsee von Rehbach liegt im Gebiet der Stadt Michelstadt im Odenwaldkreis in Südhessen.

## Lage
Das Schutzgebiet erstreckt sich etwa 5 Kilometer nordwestlich der Kernstadt von Michelstadt und direkt südwestlich von Rehbach, einem Stadtteil von Michelstadt in der Gemarkung Rehbach. Durch das Gebiet hindurch fließt der Rehbach, ein linker Zufluss der Mümling. Nördlich des Gebietes verläuft die Bundesstraße 47.

## Bedeutung
Das 15,57 ha große Gebiet steht seit November 1986 unter der Kennung 1437007 unter Naturschutz. Es umfasst Röhricht- und Seggenbestände, einen künstlich angelegten Teich sowie die angrenzenden Wiesen. Der flachgründige Teich mit seinem ausgeprägten Schilfgürtel und umgebenden Feuchtwiesen stellt für den Sandstein-Odenwald ein schützenswertes Feuchtbiotop dar. Dieses soll als Lebensraum für zahlreiche Pflanzen- und Tierarten erhalten werden. Besondere Bedeutung hat es als wichtiges Brut-, Nahrungs- und Rastgebiet für viele teils seltene und bedrohte Vogelarten.